# Гловно
Гловно (пољ. Głowno) град је у Пољској у Војводству лођском. По подацима из 2012. године број становника у месту је био 14 966.
.

## Становништво
| 2012.  |
| ------ |
| 14 966 |

## Партнерски градови
- Alife
- Ремптендорф